# Vittoria Colonna
Vittoria Colonna (Marino, 1492 – Róma, 1547. február 25.) olasz költőnő, pescarai márkinő. Az olasz reneszánsz legnépszerűbb és legjelentősebb költőinek egyike volt.

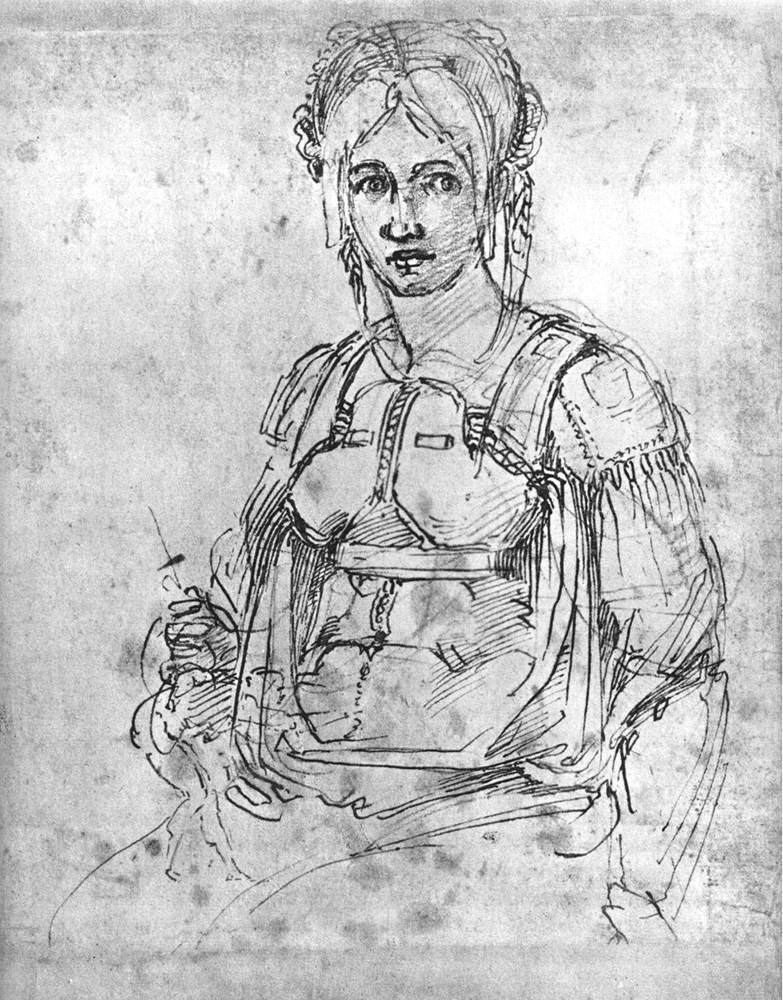
Vittoria Colonna – Michelangelo Buonarroti rajza; British Museum

## Élete
A nemesi származású Vittoria Colonnát 1509-ben feleségül vette Fernando Francesco de Avalos pescarai márki Ischia szigetén. Fernando de Avalos a házasság nagy részét különféle hadjáratokban töltötte. Az 1512-es ravennai csata után Franciaországban raboskodott. Ott írta a Dialogue de l'amour című művét feleségének.
Fernando Francesco de Avalos alig szabadult ki, bevonult V. Károly seregébe, ahol súlyosan megsebesült és 1525-ben meghalt. Colonna verseket írt az emlékére. Depressziós lett, öngyilkossági gondolatai elől csak a mély barátságai révén szabadult meg. Átmenetileg visszavonult egy római kolostorba. Verseiben elsiratta férjét. Ezeket a verseket Rime spirituali címmel gyűjtötték össze (1882).
Michelangelo sok versét Vittoria Colonna ihlette. Michelangelo Colonnát legjobb barátjaként tartotta számon. 61 évesen ismerte meg, szellemi társa és rajongója volt. Mély, őszinte barátságuk Vittoria haláláig kitartott.
Vittoria Colonna az egyik legjelentősebb olasz nemesi család, a Colonna család tagja volt, Fabrizio Colonna nápolyi rendőrparancsnok és d'Agnès de Montefeltro leánya. Művészek és írók elitjétől körülvéve sikeresen művelte a költészetet, Petrarca legjabb követő közé tartozott. Michelangelo barátjaként ismerte Ludovico Ariostot, Pietro Aretinot, Girolamo Britoniot, Annibale Carot, Giovanni Pontanot, Jacopo Sannazarot, Bernardo Tassot és másokat.
Vittoria Colonna sok vallási témájú költeményt is írt.